# Гарибович, Амар
А́мар Гари́бович (серб. Амар Гарибовић; 7 сентября, 1991, Сьеница — 7 сентября 2010, автотрасса Загреб-Белград) — сербский лыжник.

## Спортивная карьера
В 2009 году победил в десятикилометровой гонке в Боснии и Герцеговине, после чего был направлен на олимпиаду в Ванкувер, где занял лишь 80 место в гонке на 15 км. В 2010 году погиб в автокатастрофе, возвращаясь с соревнований в Хорватии, на которых получил 2 место.

### Участие в Олимпийских играх
| Год  | Место проведения | 15 км. |
| 2010 | Ванкувер         | 80     |

### Участие в Чемпионатах мира
| Год  | Место проведения | спринт, 1,6 км, свободный стиль |
| 2009 | Либерец          | 109                             |